# Ефіопське нагір'я
Ефіо́пське (Абіссинське) нагі́р'я (англ. Ethiopian Plateau) — гірська система в північно-східній частині Африки в Ефіопії, Еритреї, і півночі Сомалі. Середня висота 2000 м; найвища частина — гори Симєн з вершиною Рас-Дашен (4550 м). Утворилось 75 млн років тому. Нагір'я умовно поділяють на Північне, Центральне і Південне. Сейсмічність велика.

## Географія

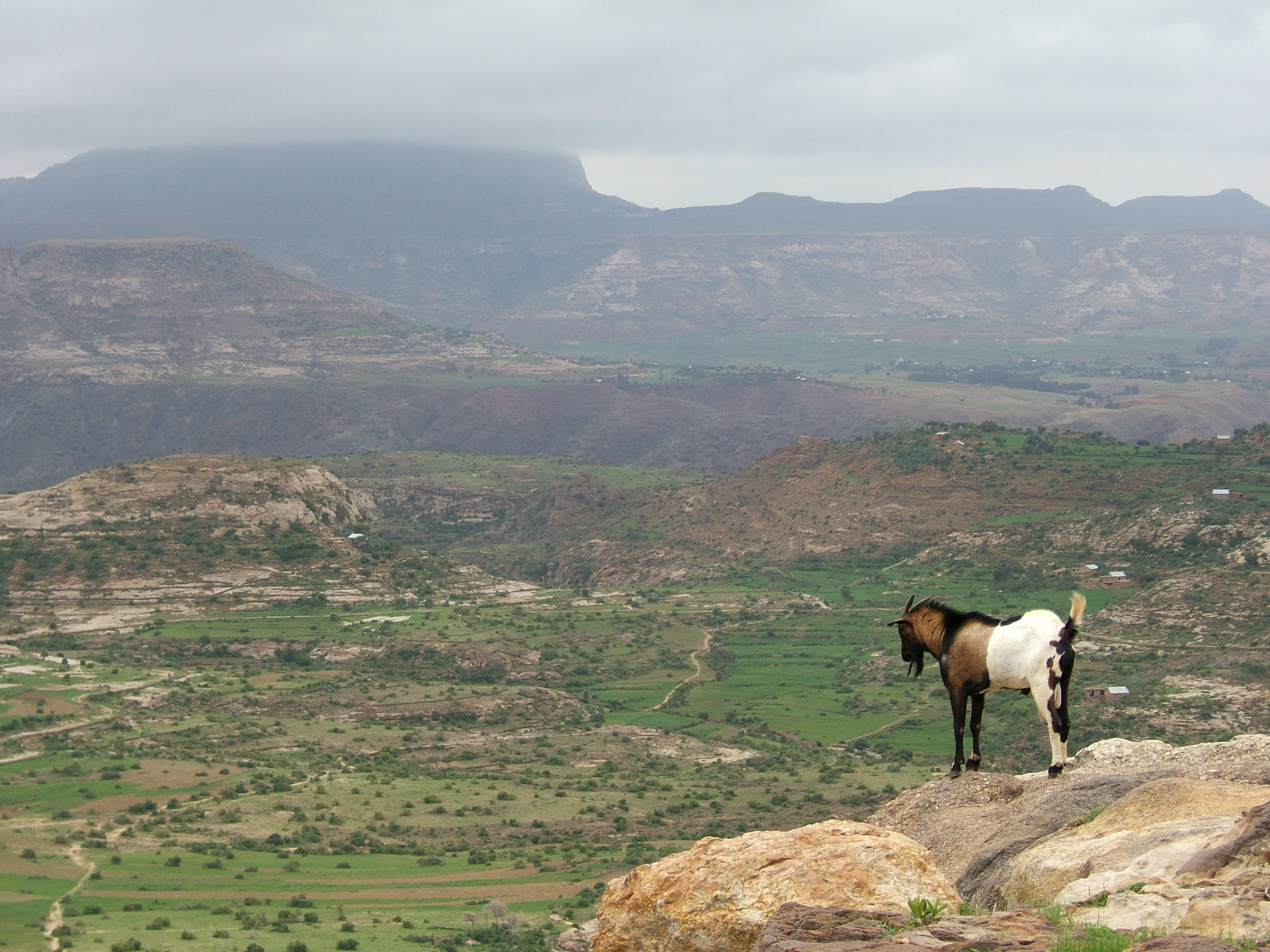
Ефіопське нагір'я і гора Рас-Дашен на задньому плані.

Ефіопське нагір'я простягається між 3° і 15° північної широти та 33° і 43° східної довготи. Його загальна площа становить понад 750 тисяч км². З півночі воно межує з Нубійською пустелею, зі сходу — з Афарською депресією, з півдня переходить у плато Східної Африки, а з заходу поступово знижується до Суданської савани.
Нагір'я іноді називають «Дах Африки». Північні та південні краї нагір'я — круті схили в глибокій долині. Західні — ступеневі, порізані каньйонами Голубого Нілу та його притоками.
Нагір'я складається з гнейсів і кристалічних сланців, поверх яких залягають вулканічні породи. Глибокими й вузькими долинами нагір'я розчленоване на окремі масиви — амби.
Ефіопське нагір'я має чітку вертикальну поясність:
- до висоти 1700—1800 м — жаркий пояс «колла» — савана і світлі ліси;
- від 1800 до 2300 м — помірний пояс «война-дега» («виноградне плато», густо заселене) — зарості чагарників, акацій, високогірні степи;
- вище — прохолодний пояс «дега» — переважають гірські луки.

Ефіопське нагір'я — батьківщина кавового дерева та кількох видів пшениці і жита. Корисні копалини: золото, платина, сірка, мідні, залізні руди, буре вугілля, гіпс.